# Désirée
Désirée (br Désirée, o Amor de Napoleão) é um filme estadunidense de 1954, do gênero drama / romance, dirigido por Henry Koster, com música de Alex North e fotografia de Milton R. Krasner.

## Sinopse
Desidéria Clary era filha de um comerciante de sedas de Marselha e conheceu Napoleão Bonaparte quando este não passava de um promissor (porém pobre) oficial de artilharia, razão pela qual a família da moça vetou o romance que se iniciou entre os dois.
O filme, baseado num romance de Annemarie Selinko, sugere ter havido uma grande paixão entre os dois, que só não progrediu porque o corso, privilegiando suas ambições políticas, preferiu trocar a namorada pelos braços da frívola Josefina. 
Alternando momentos de rigorosa fidelidade histórica com outros de total liberdade no tratamento dos fatos do passado, o filme de Henry Koster sintetiza a fulgurante carreira de Napoleão, interpretado, com segurança, por Marlon Brando.

## Elenco
- Marlon Brando  - Napoleão Bonaparte
- Jean Simmons  - Desidéria Clary
- Merle Oberon  - Josefina de Beauharnais
- Michael Rennie  - Jean-Baptiste Bernadotte
- Cameron Mitchell  - José Bonaparte
- Charlotte Austin  - Pauline Bonaparte
- Cathleen Nesbitt  - Mme. Bonaparte
- Carolyn Jones  - Madame Tallien
- Sam Gilman  - Fouché
- Larry Craine  - Luís Bonaparte
- John Hoyt  - Talleyrand